# 1767 en philosophie
Chronologie de la philosophie
- 1763
- 1764
- 1765
- 1766
- 1767
- 1768
- 1769
- 1770
- 1771

L’année 1767 a été marquée, en philosophie, par les événements suivants :

## Publications
- Joseph Priestley : The History and Present State of Electricity (Lire en ligne la traduction française de 1771).

- Jean-Jacques Rousseau : Dictionnaire de musique — Écrit à partir 1755, il paraît à Paris en 1767

## Décès
- 25 juin à Charenton (France) : Gottfried Sellius (également nommé Godofredus, Godefroy, Godofredi Sellii) né en 1704 à Dantzig était juriste, philosophe, naturaliste et traducteur.